# Seleção Angolana de Voleibol Feminino
A seleção angolana de voleibol feminino é uma equipe do continente africano, composta pelas melhores jogadoras de voleibol de Angola. É mantida pela Federação Angolana de Voleibol (FAV). Encontra-se na 115ª posição do ranking mundial da FIVB segundo dados de setembro de 2021.